# Chlorophytum arundinaceum
Chlorophytum arundinaceum, és una espècie de planta nativa d'Àsia, des del Nepal i l'Índia fins a Myanmar.

## Propietats
Chlorophytum arundinaceum es fa servir en la medicina tracicional de l'Índia per a millorar l'estat general de la salut i els trastorns immunològics relacionats amb l'estrès.
Sapogenines esteroidals com la tiggenina, neogitogenina i tokorogenina s'han aïllat dels tubercles d'aquesta planta.

## Taxonomia
Chlorophytum arundinaceum va ser descrita per John Gilbert Baker i publicat a J. Linn. Soc., Bot. 15: 323. 1876
Sinònims
- Anthericum tuberosum Hook.f.[5][6]